# Burg Ingweiler
Die Burg Ingweiler ist eine abgegangene Niederungsburg am östlichen Ufer des Odenbachs auf dem Areal des heutigen Ingweilerhofes zwei Kilometer südlich der Gemeinde Reipoltskirchen im Landkreis Kusel in Rheinland-Pfalz. 

## Geschichte
Die Burg wurde um 1200 von Johannes de Engelmorwilre erbaut. Später war die Burg im Besitz der Herzöge von Zweibrücken und später im Besitz der Grafen von Hillesheim. Die Burg erhielt im Jahr 1730 einen Anbau und 1766 wurden die Wirtschaftsgebäude ausgebaut. Von der ehemaligen Burganlage ist heute nichts mehr erhalten.